# Thiên Kim (diễn viên)
Đoàn Thiên Kim (25 tháng 1 năm 1933 – 20 tháng 2 năm 2023), thường được biết đến với nghệ danh Thiên Kim, là một nữ nghệ sĩ cải lương kiêm diễn viên người Việt Nam.

## Tiểu sử
Nghệ sĩ lão thành Đoàn Thiên Kim sinh năm 1933 tại Sài Gòn trong gia đình có 3 chị em gái. Cha bà là ông kép độc Sáu Đỏ. Cha mẹ bà li hôn từ năm bà mới 3 tuổi, từ đó bà sống cùng mẹ ghẻ, chịu sự hành hạ về thể xác của cả cha và mẹ ghẻ.
Lên 8 tuổi, bà bước vào sân khấu với các vai đào nhí rồi sớm thành danh với vai Huyền Trân Công Chúa năm 1953, vai Điêu Thuyền trong tuồng Phụng Nghi đình, khi đó bà mới 22 tuổi.
Năm 1955, khi đang đứng trên sân khấu Nguyễn Văn Hảo diễn vở Lấp sông Gianh (soạn giả Kinh Luân), một trái lựu đạn do ai liệng vào phát nổ khiến bà bị thương nghiêm trọng, nhiều mảnh đạn còn găm vào thân thể không gỡ ra được. Sự kiện này được quy cho các phần tử phản đối thống nhất hai miền, sau trở thành tình tiết cho bộ phim Ván bài lật ngửa, vai đào Thiên Kim do Kiều Mai Lý thủ diễn. Cũng vì sự kiện này, bà quyết định bỏ cổ nhạc để đi hát tân nhạc và đóng phim. Thời này, bà vang danh lừng lẫy với vai Huyền Trân công chúa trong xuất phẩm điện ảnh cùng tên của Liên Hiệp điện ảnh công ti.
Kể từ năm 2002, nghệ sĩ Thiên Kim vào ở viện dưỡng lão do cố NSND Phùng Há lập cho các văn nghệ sĩ gạo cội.
Từ năm 2002, do sức khỏe yếu, nghệ sĩ Thiên Kim đã vào sống ở Viện Dưỡng lão nghệ sĩ Tp.HCM. Khoảng tháng 10 năm 2022, sức khỏe của bà dần suy yếu. Nghệ sĩ Thiên Kim cũng đã được đưa đi điều trị nhiều lần ở các bệnh viện. Tuy nhiên, do tuổi cao và mắc nhiều bệnh nan y, các bác sĩ đã đề nghị gia đình đưa bà về chăm sóc. Và, nữ nghệ sĩ lão thành đã chọn Viện dưỡng lão nghệ sĩ Tp.HCM để sống những ngày cuối đời.
Bà qua đời tại viện dưỡng lão nghệ sĩ Thành phố Hồ Chí Minh lúc 0h30p ngày 20 tháng 2 năm 2023 (mùng 1 tháng 2 năm Quý Mão), sau một thời gian chống chọi với bạo bệnh, hưởng thọ 89 tuổi. Anh Tuấn - con trai cố nghệ sĩ cho biết bà ra đi trong yên lành.

## Vai diễn
| Năm  | Phim ảnh                                   | Vai                      |
| ---- | ------------------------------------------ | ------------------------ |
| 1961 | Áo dòng đẫm máu                            | cô gái mặt cháy          |
| 1970 | Nàng                                       |                          |
| 1970 | Tiếng hát học trò                          |                          |
| 1971 | Yêu                                        |                          |
| 1972 | Xa lộ không đèn                            | bạn Liễu                 |
| 1974 | 5 vua hề về làng                           |                          |
| 1975 | Trên cánh đồng mây                         |                          |
| 1979 | Tên nô lệ mới                              |                          |
| 1980 | Hồ sơ một đám cưới                         |                          |
| 1981 | Như đá ngàn năm                            |                          |
| 1982 | Trận đánh mai phục quân Mỹ                 |                          |
| 1983 | Hòn đất                                    |                          |
| 1988 | Hai chị em                                 |                          |
| 1988 | Chiều sâu tội ác                           |                          |
| 1989 | Thiên đường cho cô gái nhảy                |                          |
| 1989 | Ngọc trong đá                              | mẹ của Hương             |
| 1990 | Tuổi thơ dữ dội                            |                          |
| 1992 | Nước mắt học trò                           |                          |
| 1992 | Bên dòng sông Trẹm                         | dì giúp việc             |
| 1993 | Trái tim mùa đông                          | dì Bảy                   |
| 1993 | Tình nàng áo trắng                         |                          |
| 1993 | Vị đắng tình yêu                           |                          |
| 1994 | Cát bụi hè đường                           |                          |
| 1994 | Trường xưa kỷ niệm                         |                          |
| 1995 | Người nghèo vẫn cười                       |                          |
| 1995 | Cô lái taxi                                | mẹ Trâm Anh              |
| 1996 | Võ sĩ bất đắc dĩ                           | bà Hai                   |
| 1997 | Công chúa và 7 chú lùn                     | Nhũ mẫu                  |
| 1998 | Những đứa con thành phố                    |                          |
| 1999 | Bến bờ khát vọng                           |                          |
| 1999 | Bên thềm hoa vẫn nở                        |                          |
| 2002 | Nợ đời                                     | vợ Hương Sư Hằng         |
| 2003 | Đón con về                                 | mẹ của nghệ sĩ Hoàng Sơn |
| 2004 | Một chuyến phiêu lưu                       | bà Tư                    |
| 2004 | Kính vạn hoa                               |                          |
| 2005 | Vòng xoáy tình yêu                         |                          |
| 2006 | Mảnh vỡ                                    |                          |
| 2006 | Tuyết nhiệt đới                            | bà hàng xóm              |
| 2007 | Nữ bác sĩ                                  | dì Tư                    |
| 2008 | Cầu vồng đơn sắc                           |                          |
| 2008 | Phát tài                                   |                          |
| 2008 | Bỗng dưng muốn khóc                        | dì Mười                  |
| 2008 | Bốn thí nghiệm đêm tân hôn                 | bà ngoại Vân             |
| 2009 | Vua sân cỏ                                 | bà nội                   |
| 2009 | Dù gió có thổi                             | bà cụ                    |
| 2010 | Màu của tình yêu                           |                          |
| 2010 | Giấc mơ biển                               | bà nội                   |
| 2010 | Mệnh lệnh hoa hồng                         | bà Tám                   |
| 2010 | Cổng mặt trời                              | bà ngoại Cúc             |
| 2010 | Cô dâu tuổi dần                            | bà Tám Dần               |
| 2011 | Chàng trai không biết ghen                 | bà Vú                    |
| 2011 | Nụ hồng và bóng đêm                        |                          |
| 2011 | Hoa Hồng không dành cho em                 | bà ngoại                 |
| 2011 | Hạnh phúc Quanh đây                        | bà Út                    |
| 2011 | Hot boy nổi loạn                           | chủ vựa ve chai          |
| 2012 | Bao la tình mẹ                             | bà Hai Lác               |
| 2012 | Vực thẳm tình yêu                          | vú Kim                   |
| 2013 | Quý ông thời đại                           |                          |
| 2013 | Kẻ thứ ba                                  | bà ngoại                 |
| 2013 | Lệch pha                                   | bà Kiểng                 |
| 2015 | Cổ tích: Của thiên trả địa                 | dì Ba                    |
| 2015 | Cổ tích: Người học trò nghèo và Ngọc hoàng | bà Lý Thị                |
| 2019 | Muôn kiểu làm dâu                          | bà Chín                  |
| 2021 | Cây táo nở hoa                             | bà lão đi khám bệnh      |